# 33-й Берлинский международный кинофестиваль
33-й Берлинский международный кинофестиваль прошёл с 18 февраля по 1 марта 1983 года в Западном Берлине.

## Жюри
- Жанна Моро (председатель жюри)
- Алекс Бённингер
- Франко Брузати
- Элем Климов
- Урсула Людвиг
- Курт Метциг
- Джозеф Лео Манкевич
- Франц Зайц
- Хуан Зонгжианг

## Конкурсная программа
- Геката, режиссёр Даниэль Шмид
- Эта суровая жизнь, режиссёр Вадим Гловна
- Кондор, режиссёр Ференц Андраш
- Сезон в Хаккари, режиссёр Эрден Кирал
- Миссия, режиссёр Парвиз Сайяд
- Вперёд, Бразилия, режиссёр Роберто Фариас
- Тот самый чемпионат, режиссёр Джейсон Миллер
- Прекрасная пленница, режиссёр Ален Роб-Грийе
- Мыс Каналья, режиссёр Жюльет Берто, Жан-Анри Роже
- В белом городе, режиссёр Ален Таннер
- Привидение, режиссёр Герберт Ахтернбуш
- Чистое безумие, режиссёр Маргарета фон Тротта
- Койяанискаци, режиссёр Годфри Реджио
- Полина на пляже, режиссёр Эрик Ромер
- Тихий океан, режиссёр Ксавер Шварценбергер
- Влюблён по собственному желанию, режиссёр Сергей Микаэлян
- Чудо, режиссёр Исмаэль Берналь
- Есть на свете прекрасная страна, режиссёр Мортен Арнфред
- Улица зеркал, режиссёр Джованна Гальярдо
- Странные друзья, режиссёр Ли Ксу
- Неполное затмение, режиссёр Яромил Иреш
- Утопия, режиссёр Сохраб Шахид Салесс
- Yaju-deka, режиссёр Эйчи Кудо

## Награды
- Золотой медведь:
  - Власть
  - Рой
- Золотой медведь за лучший короткометражный фильм:
  - Возможности диалога
- Серебряный медведь:
- Серебряный медведь за лучшую мужскую роль:
  - Брюс Дерн — Тот самый чемпионат
- Серебряный медведь за лучшую женскую роль
  - Евгения Глушенко — Влюблён по собственному желанию
- Серебряный медведь за лучшую режиссёрскую работу:
  - Эрик Ромер — Полина на пляже
- Серебряный медведь за лучший короткометражный фильм:
  - То, что обещает жизнь
- Серебряный медведь за выдающиеся персональные достижения:
  - Ксавер Шварценбергер — Тихий океан
- Серебряный Медведь - специальный приз жюри:
  - Сезон в Хаккари
- Почётное упоминание:
  - Вадим Гловна — Эта суровая жизнь
  - Ли Ксу — Странные друзья
- Приз международной ассоциации кинокритиков (ФИПРЕССИ):
- Приз ФИПРЕССИ (конкурсная программа):
  - Сезон в Хаккари
  - Полина на пляже
- Приз ФИПРЕССИ (программа «Форум»)
  - Пепел и угли
- Буш поёт – Шесть фильмов о первой половине XX века
- Приз имени Отто Дибелиуса международного евангелического жюри:
- Приз имени Отто Дибелиуса международного евангелического жюри (конкурсная программа):
  - Сезон в Хаккари
- Приз имени Отто Дибелиуса международного евангелического жюри (программа «Форум»):
  - Вся жизнь
- Приз Международной Католической организации в области кино (OCIC):
- Приз Международной Католической организации в области кино (конкурсная программа):
  - Тихий океан
- Приз Международной Католической организации в области кино (программа «Форум»):
  - Глаза
- Приз Международной Католической организации в области кино - почётное упоминание:
- Приз Международной Католической организации в области кино - почётное упоминание (программа «Форум»):
  - Без солнца
  - Чистое безумие
  - Полина на пляже
  - Зерда или пение забвения
- Специальная рекомендация Международной Католической организации в области кино:
- Специальная рекомендация Международной Католической организации в области кино (конкурсная программа):
  - Кинг-оф-Пруссия
- Вперед, Бразилия
- Приз Европейской конфедерации художественного кино:
  - Вперёд, Бразилия
  - Тихий океан
- Приз Европейской конфедерации художественного кино - почётное упоминание:
  - Сезон в Хаккари
- Награда C.I.D.A.L.C.
  - Рой
- Награда C.I.D.A.L.C. - почётное упоминание
  - Возможности диалога
- Приз Международного центра фильмов для детей и молодёжи (C.I.F.E.J.):
  - Сабина Клейст, 7 лет
- Приз Международного центра фильмов для детей и молодёжи (C.I.F.E.J.) - особое упоминание:
  - Упрямее мула
  - Der Zappler
- Премия Детского фонда ООН (UNICEF):
  - Лукаш
- Премия Детского фонда ООН - особое упоминание:
  - Der Zappler
- Приз газеты Berliner Morgenpost:
  - Кондор
- Приз газеты Zitty:
  - Рождённые в огне